# Arwed Roßbach

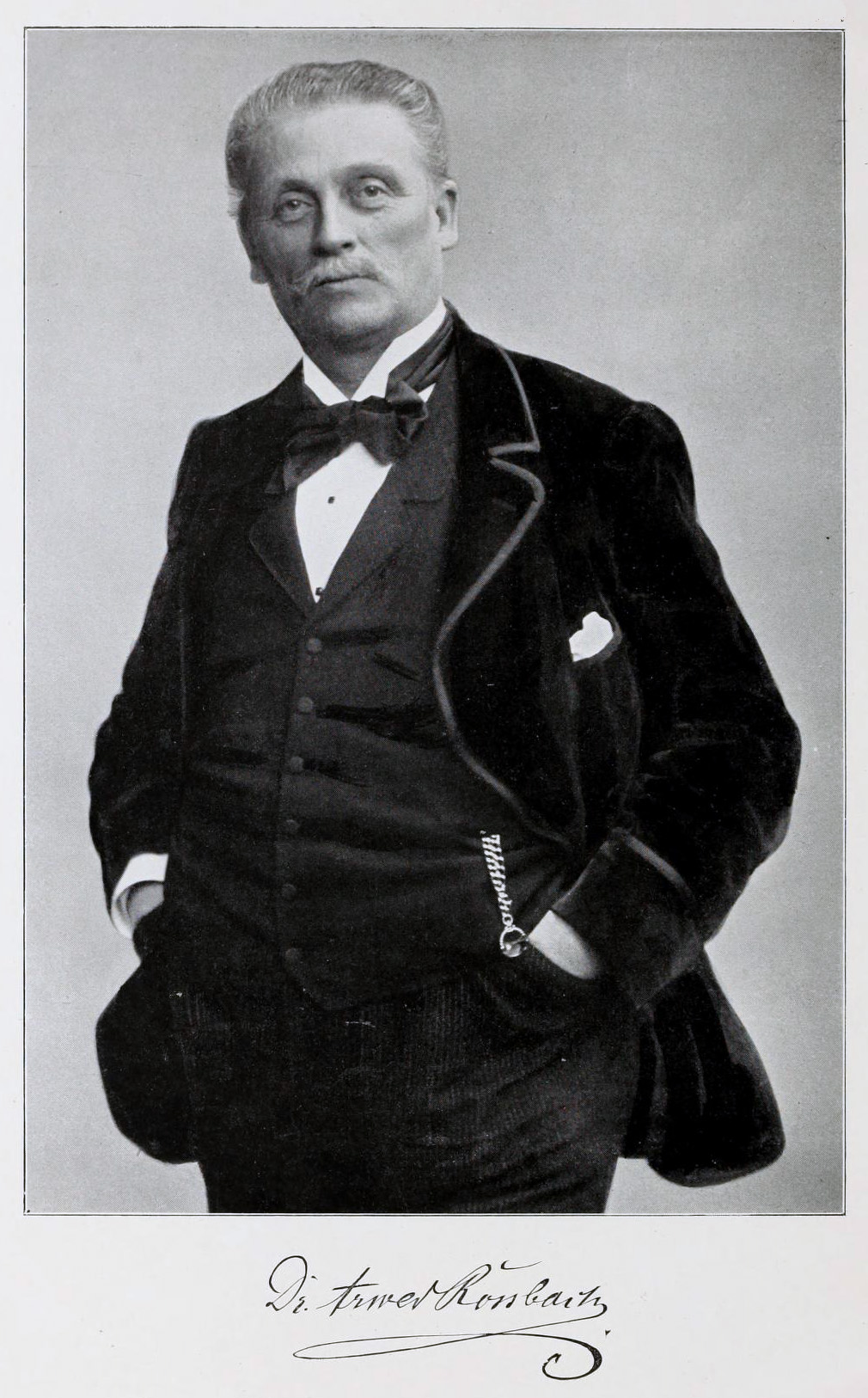
Arwed Roßbach (um 1900)

Max Arwed Roßbach, häufig auch Rossbach, (* 24. November 1844 in Plauen; † 31. Dezember 1902 in Leipzig) war ein deutscher Architekt des 19. Jahrhunderts. Er lebte und arbeitete in Leipzig, seine Hauptwirkungszeit fiel in die Zeit des Historismus. Roßbach prägte im letzten Drittel des 19. Jahrhunderts das Stadtbild Leipzigs durch zahlreiche prächtige öffentliche Gebäude. Seine Villen und Wohnhäuser überzeugen durch meisterhafte Grundrisslösungen und ausgewogene Fassadengestaltungen. Er konnte historische Stilformen variabel einsetzen, bevorzugte allerdings den Baustil der italienischen Neorenaissance.

## Leben und Werk
Arwed Roßbach wurde als Sohn des Architekten, Brandversicherungs- und Bauinspektors Ernst Otto Roßbach und seiner Frau Wilhelmine in Plauen geboren, wo er gemeinsam mit vier Geschwistern aufwuchs. Durch die Tätigkeit seines Vaters als Architekt waren ihm baukünstlerische Ideen schon früh vertraut. Er besuchte das Gymnasium und absolvierte im Anschluss eine halbjährige praktische Ausbildung im Bauhandwerk. Von 1862 bis 1866 studierte er an der Kunstakademie Dresden bei Hermann Nicolai, dem Nachfolger Gottfried Sempers, Architektur, wo er unter anderem von den Bauten Gottfried Sempers inspiriert wurde. Nach kurzer Tätigkeit in Berlin unter dem Preußischen Oberbaurat Carl Ferdinand Langhans, ließ er sich 1871 in Leipzig nieder, dort entstanden die meisten seiner Bauten.

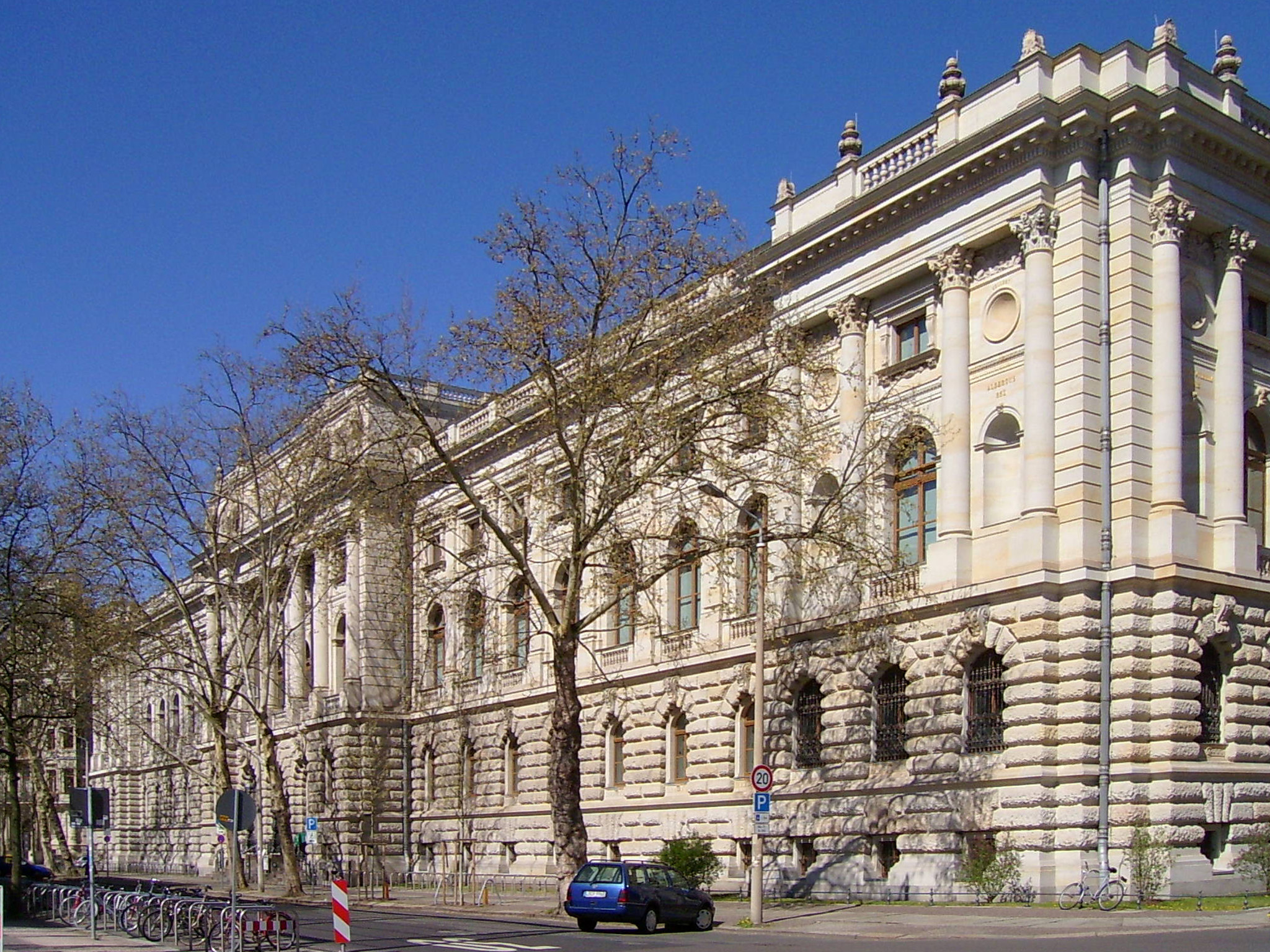
Hauptgebäude Bibliotheca Albertina (2007)

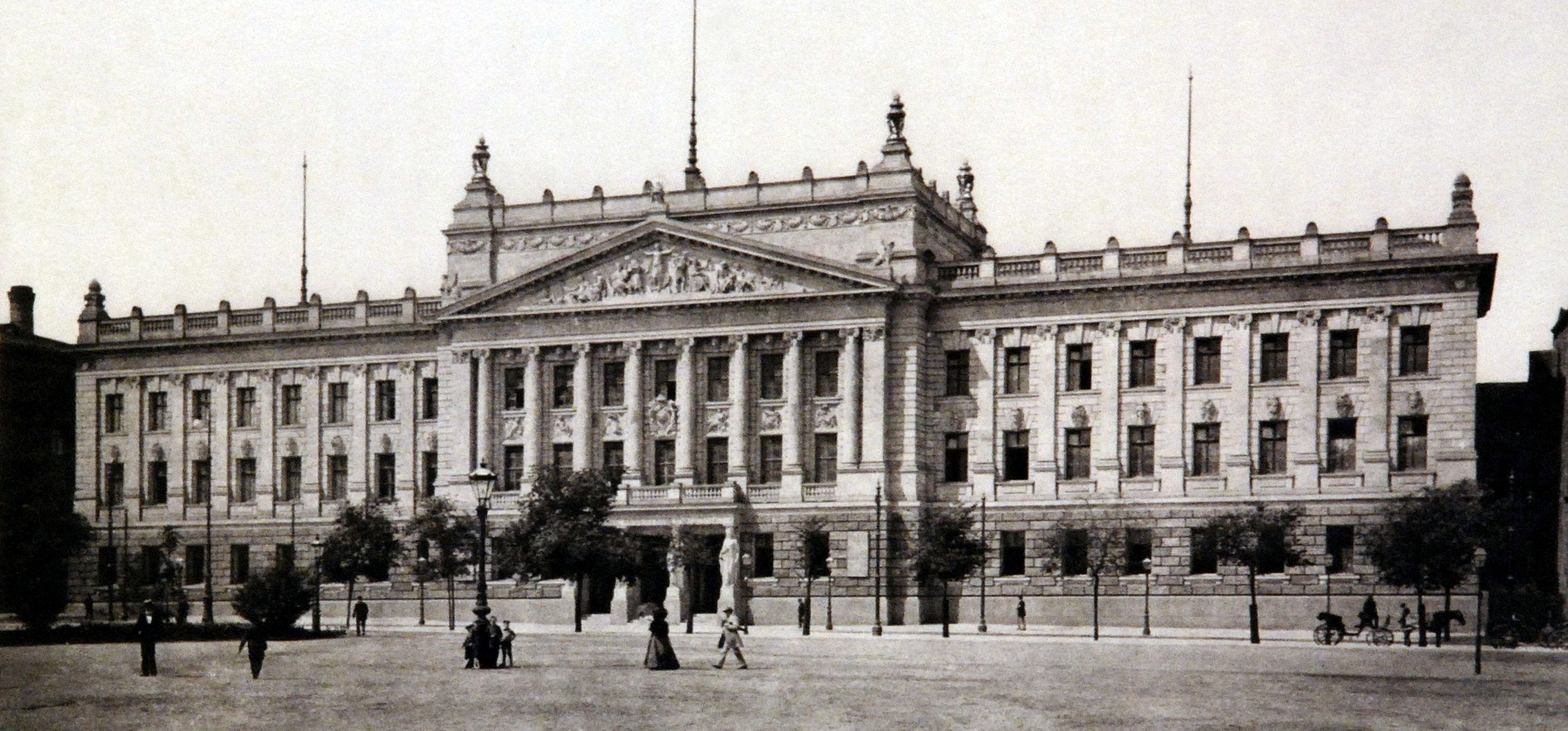
Augusteum der Universität Leipzig nach seiner Umgestaltung im Jahr 1898

Für die Universität Leipzig entwarf er die neue Universitätsbibliothek Bibliotheca Albertina in der Beethovenstraße (erbaut 1887–1891 von Landbaumeister Hugo Nauck). Weiterhin war er für die Umgestaltung des Hauptgebäudes Augusteum am Augustusplatz (1891–1897) verantwortlich, den tiefgreifenden Umbau des von Albert Geutebrück und Karl Friedrich Schinkel geschaffenen klassizistischen Gebäudes im Stil der italienischen Neorenaissance (im Zweiten Weltkrieg beschädigt, 1968 gesprengt).

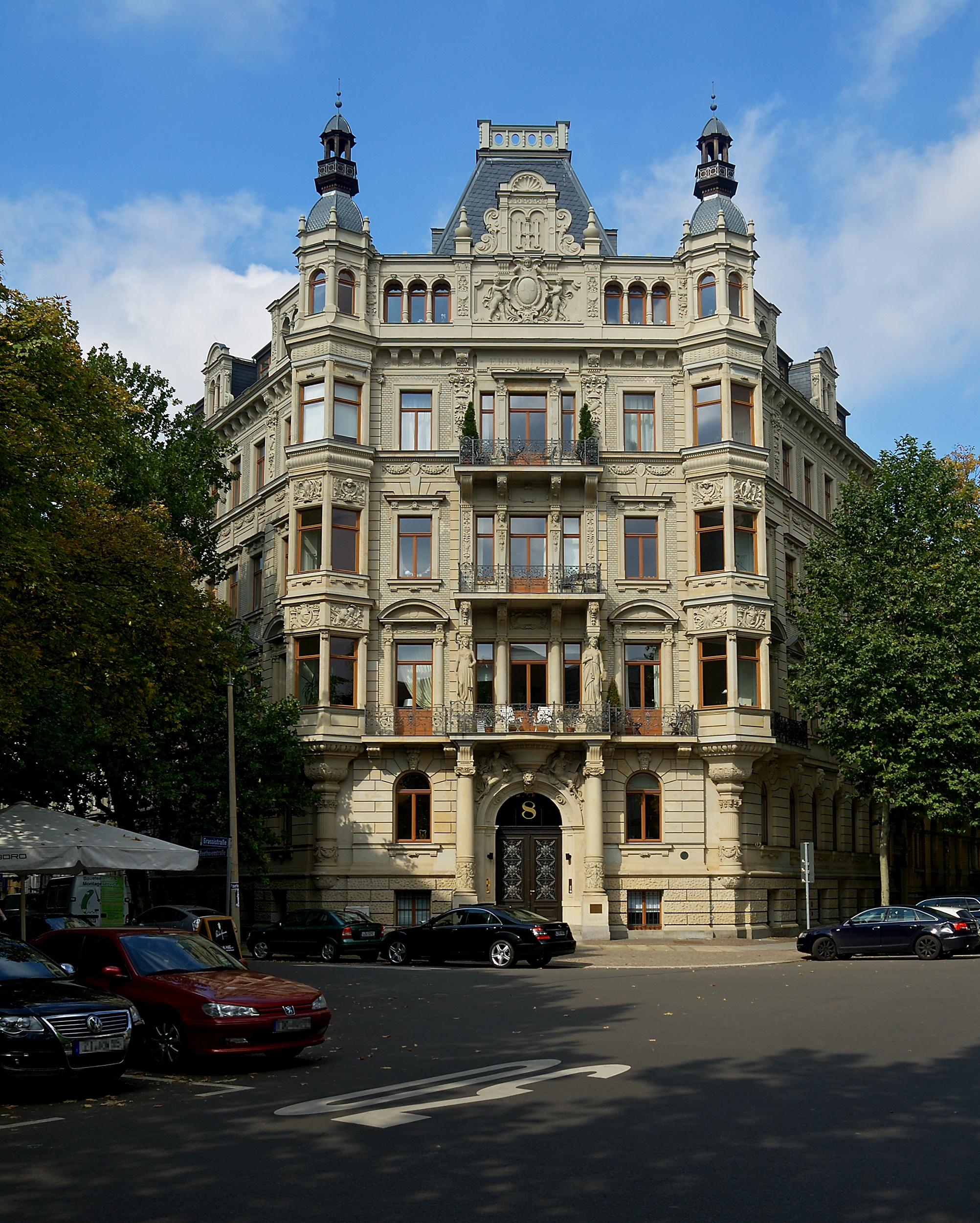
Roßbach-Palais im Leipziger Musikviertel, Beethovenstraße 8 (2010)

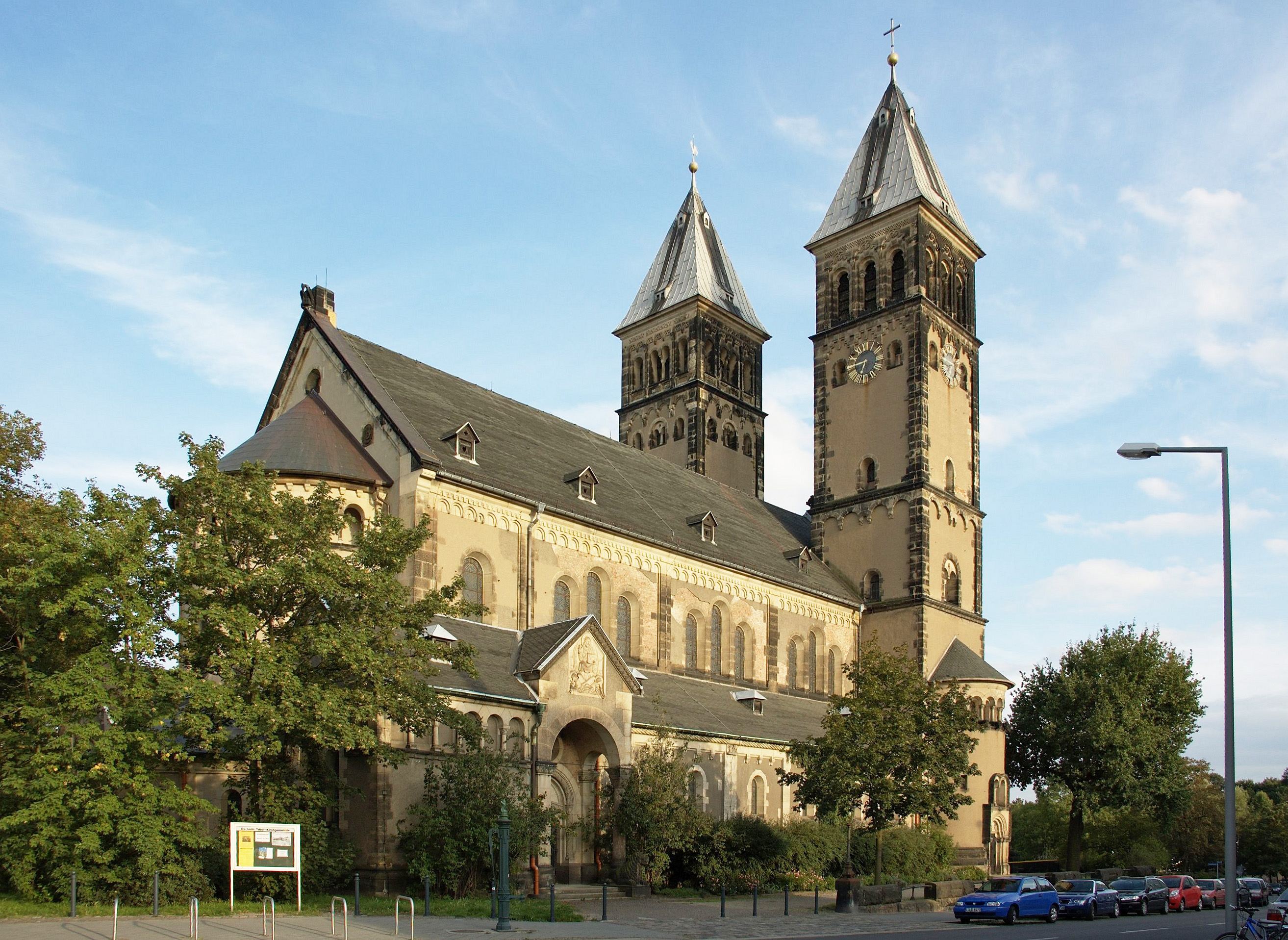
Taborkirche in Leipzig-Kleinzschocher (2007)

Das im Zweiten Weltkrieg zerstörte Klubhaus der Gesellschaft Harmonie (Roßplatz 5b) entwarf Roßbach 1887. Für die spätgotische Universitätskirche St. Pauli schuf er zur gleichen Zeit eine neue neogotische Fassade (die Kirche wurde 1968 gesprengt). Der Kuppelbau des Krystallpalast in Leipzig war ebenso sein Entwurf wie der Neubau der Universität für das Rote Kolleg in der Ritterstraße (1891–1892). Zu seinen bekannteren Bauten zählen das 1898–1901 entstandene Gebäude der Leipziger Bank in der Nähe des Neuen Rathauses (nach Konkurs der Leipziger Bank von der Deutschen Bank übernommen) und die beeindruckende neoromanische Taborkirche in Leipzig-Kleinzschocher, die 1904 posthum fertiggestellt wurde. Daneben haben sich in Leipzig verschiedene Mehrfamilienwohnhäuser – wie das Palais Roßbach auf dem Eckgrundstück Beethovenstraße/Grassistraße – und einige Villen erhalten, so zum Beispiel das Wohnhaus Friedrich-Ebert-Straße 77. Die von Roßbach zwischen 1886 und 1895 erbauten vier großbürgerlichen Villen entlang der Karl-Tauchnitz-Straße im Musikviertel (Villa Gruner, Villa Wendt, Villa Swiderski und Villa Rehwoldt) wurden allesamt entweder Opfer der Luftangriffe auf Leipzig oder deren erhaltenswerte Ruinen wurden erst in der Nachkriegszeit gesprengt und abgerissen. 1892 entstand die von ihm entworfene Universitätsfrauenklinik (Triersches Institut) in der Stephanstraße 11, die als Musterbau einer Frauenklinik galt und das seinerzeit bedeutende Kinderkrankenhaus in der Oststraße.

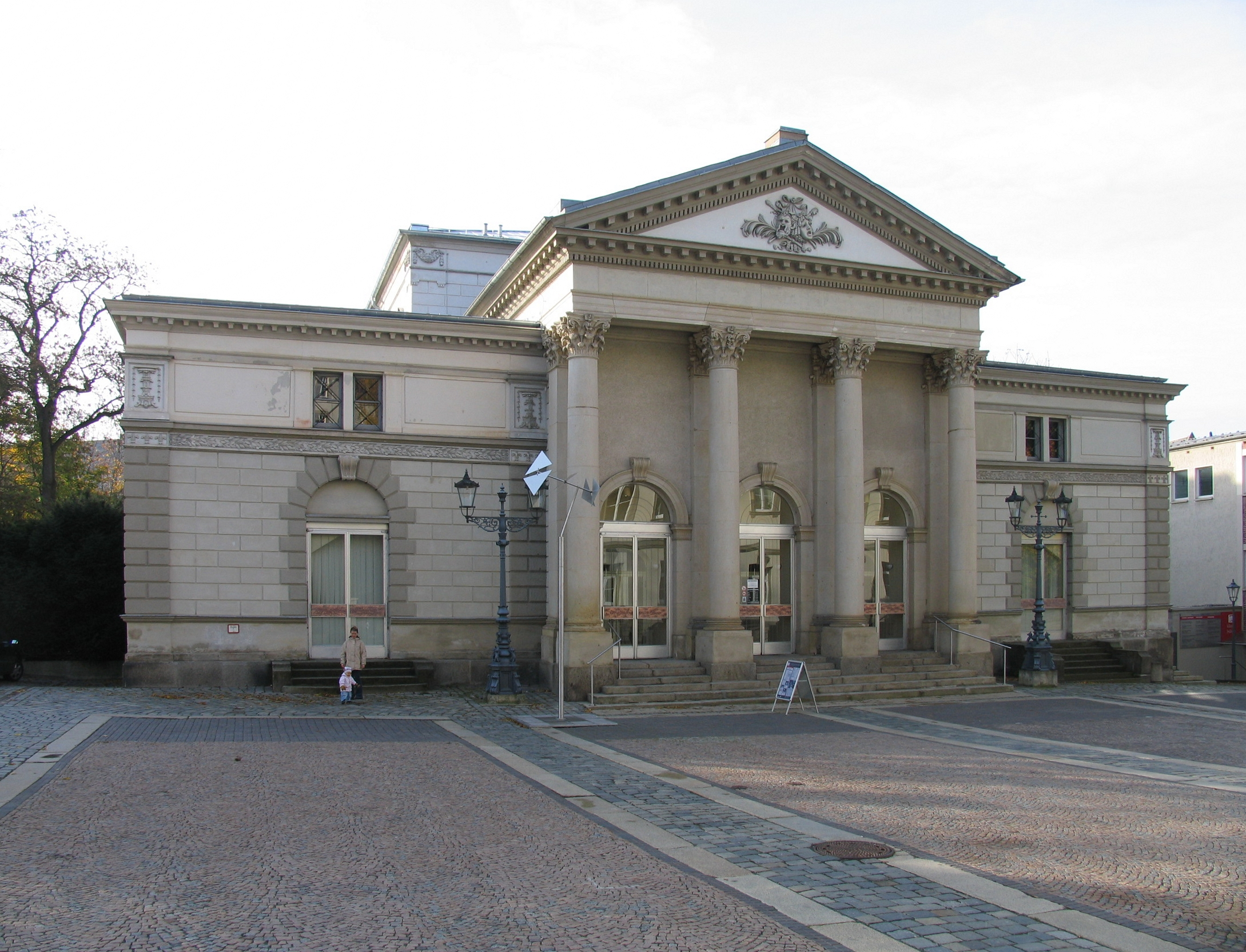
Heutiges Vogtland-Theater in Plauen (2006)

Von Roßbachs Bauwerken außerhalb von Leipzig sind besonders hervorhebenswert: das Stadttheater in seiner Geburtsstadt Plauen (1889–1899), das Neue Königliche Amtsgericht in Dresden (1890–1892) und das Volkshaus Jena (1898–1902).
Roßbach war Mitinhaber zweier Baufirmen in Leipzig. Die Firma Bauer & Rossbach führte er nach dem Tod seines Partners 1880 als Inhaber allein weiter. Seine Projektierungsbüros und Ateliers unterhielt er im Lauf der Jahre an verschiedenen Standorten in der Stadt.
In den Jahren 1875/76 und von 1886 bis 1891 war Arwed Roßbach Stadtverordneter in Leipzig und führte ab 1891 den Titel 'Stadtrat'. Von 1892 an wirkte er ehrenamtlich im Stadtrat. Dabei engagierte er sich stark für Angelegenheiten zum Wohl der Leipziger Bürger und insbesondere der Kinder. Nach der Vollendung der Bibliotheca Albertina 1891 wurde Roßbach von König Albert von Sachsen zum Königlich Sächsischen Baurat ernannt. Nach Beendigung des Umbaus der Universitätsgebäude 1897 verlieh ihm die philosophische Fakultät zum Dank die Ehrendoktorwürde.
Neben seiner beruflichen Tätigkeit engagierte sich Arwed Rossbach für soziale und kulturelle Belange, unter anderem für den Leipziger Architektenverein und den Leipziger Kunstverein. Roßbach, der sich im Sommer gern in das von ihm erbaute Landhaus Sonnenköpfl in Obersalzberg bei Berchtesgaden zurückzog, starb am Silvesterabend 1902 in Leipzig. Die zahlreichen Traueranzeigen in den Leipziger Zeitungen zeugen von seiner Popularität und Ausstrahlungskraft. Unter großer Anteilnahme der Öffentlichkeit fand die Trauerfeier in der Paulinerkirche statt, anschließend wurde er neben seiner ersten Gattin in der I. Abteilung des Alten Johannisfriedhofs beerdigt, 1905 in das neue Roßbachsche Erbbegräbnis in der I. Abteilung (Nr. 14) des Neuen Johannisfriedhofs überführt. 1994 wurde diese Grabstätte ausgehoben.

## Privates
Roßbach war in erster Ehe mit Helene Adelheid Antonie geborene Albrecht (* 31. Dezember 1848 in Dresden; † 19. Mai 1887 in Leipzig) verheiratet, die sich gemeinsam mit Henriette Goldschmidt der Frauenbildung gewidmet hatte. In dieser Ehe wurden vier Kinder geboren.
Später heiratete er die in Ostpreußen geborene und in Berlin aufgewachsene Frauenrechtlerin Therese Sembritzki (* 18. August 1861; † 24. Mai 1953). Diese zweite Ehe blieb kinderlos. Therese Sembritzki brachte aber mehrere Pflegekinder in die Ehe mit. Roßbach hatte eine Beziehung mit der Gouvernante der Kinder, Gertraud Löschke. Dieser Beziehung entsprang eine Tochter (Dorothea Graebener, geb. Löschke; * 10. Dezember 1898; † 22. Juni 1984), zu der sich Roßbach in der Öffentlichkeit jedoch nicht bekannte.
Gemeinsam mit Therese Roßbach gründete er 1898 den Verein Ostheim zur Errichtung von Mietwohnungen für kinderreiche Arbeiterfamilien in Leipzig-Sellerhausen. Therese Roßbach ermöglichte durch „die von ihr geopferten 100.000 Mark“ die Anschubfinanzierung in Millionenhöhe. Es wurden 352 Mietwohnungen für 2.057 Personen, davon 1.410 Kinder, errichtet. Zum Ostheim gehörten Kindergarten, Mädchenhort, Knabenhort, Volksbibliothek, Turnverein, Werkstätten für Jungen, Wäschemangel, Badestube, gestaltete Höfe und Gärten sowie das jährliche Kinderfest. Nach dem Tod von Arwed Roßbach widmete sich Roßbachs Frau wieder intensiv den ursprünglich gemeinsamen Plänen, unehelichen Kleinkindern aus sozial schwachen Schichten zu einem menschenwürdigen Leben auf dem Lande zu verhelfen.
Nach Roßbachs Tod ließ seine Witwe nach seinen Plänen zwischen 1904 und 1906 den Arvedshof, ein Bau-Ensemble mit Park, in Elbisbach, jetzt Ortsteil von Frohburg, errichten. Bis 1990 wurde er als landwirtschaftliche Frauenschule betrieben, 2016 an Privatleute verkauft und seitdem saniert und restauriert.

## Rezeption
- Zum Gedenken an den Architekten wurden in Plauen und Leipzig je eine Straße nach Roßbach benannt.
- Seine Vereinsgründung des Ostheims wird mit der Ostheimstraße gewürdigt.
- Seit Juli 2007 trägt das berufliche Zentrum Arwed-Rossbach-Schule seinen Namen.[8] Es vereint ein berufliches Gymnasium (Bautechnik sowie Informations- und Kommunikationswissenschaften) sowie eine Fachoberschule (Technik).
- Eines der repräsentativsten Bürgerhäuser Leipzigs heißt Rossbach-Palais.